# Lijst van burgemeesters van Rossum
Dit is een lijst van burgemeesters van de voormalige Nederlandse gemeente Rossum in de provincie Gelderland.

In 1956 ging de toenmalige gemeente Hurwenen op de in gemeente Rossum. Voor de burgemeesters van Hurwenen zie het artikel Lijst van burgemeesters van Hurwenen.

Op 1 januari 1999 is de gemeente Rossum opgegaan in de gemeente Maasdriel.
| Ambtsperiode                      | Naam burgemeester                          | Partij of stroming | Bijzonderheden |
| --------------------------------- | ------------------------------------------ | ------------------ | --- |
| 1810 - 1817                       | C. (Chrétien) van Veltdriel                |                    | |
| 1818 - 1829                       | J. (Jasper) Ganderheijden                  |                    | |
| 1829 - 1852                       | D.J. (Dirk Jan) van der Kaaij              |                    | In een deel van dezelfde periode tevens burgemeester van Hurwenen                                                                                    |
| 1852 - 1882                       | J. (James) Enslie                          |                    | In dezelfde periode tevens burgemeester van Hurwenen en in een deel van de periode tevens burgemeester van Heerewaarden                              |
| 1882 - 1889                       | G.G. (Gijsbert Gijsbertse) van der Kaaij   |                    | |
| 1889 - 1 mei 1932                 | M. (Maurits) baron van Randwijck           |                    | |
| 10 juni? 1932 - 17 januari 1944   | A.F. (Adriaan Ferdinand) van Goelst Meijer | Liberalisme        | |
| 1943 - 1945                       | A. (Adrianus) Neet                         |                    | Waarnemend. In een deel van dezelfde periode tevens burgemeester van Hurwenen                                                                        |
| 1945 - 1945                       | J. (Jan) Boll                              | NSB                | Waarnemend. In dezelfde periode tevens burgemeester van Zaltbommel en waarnemend burgemeester van Ammerzoden, Hedel, Hurwenen, Kerkwijk en Maasdriel |
| 1945 - 31 augustus 1957           | A.F. (Adriaan Ferdinand) van Goelst Meijer | Liberalisme        | In een deel van dezelfde periode tevens burgemeester van Hurwenen en waarnemend burgemeester van Maasdriel                                           |
| 1 september 1957 - 1966           | H. (Harm) Sloots                           | CHU                | Later burgemeester van Rozenburg |
| 1 april 1967 - 13 maart 1968      | H. (Hendrik) Wolters                       | PvdA               | In dezelfde periode tevens burgemeester van Heerewaarden                                                                                             |
| 1 november 1968 - 1 maart 1980    | P.H. (Pieter Huibertus) Pols               | PvdA               | In dezelfde periode tevens burgemeester van Heerewaarden                                                                                             |
| 16 maart 1981 - 16 september 1989 | Mr. ing. B.P. (Bé/Berend) Jansema          | VVD                | In dezelfde periode tevens burgemeester van Heerewaarden. Aansluitend burgemeester van Harlingen en later burgemeester van Coevorden                 |
| 1 november 1989 - 24 juni 1990    | N. (Nico) Veenvliet                        | PvdA               | Waarnemend. In dezelfde periode tevens waarnemend burgemeester van Heerewaarden                                                                      |
| 25 juni 1990 - 31 december 1998   | H. (Henk) Spoelstra                        | PvdA               | In dezelfde periode tevens burgemeester van Heerewaarden. Voorafgaand burgemeester van Nigtevecht en later burgemeester van Hummelo en Keppel.       |